# Microgale thomasi
Microgale thomasi är en däggdjursart som beskrevs av Major 1896. Microgale thomasi ingår i släktet långsvanstanrekar, och familjen tanrekar. IUCN kategoriserar arten globalt som livskraftig. Inga underarter finns listade i Catalogue of Life.
Arten förekommer på östra Madagaskar. Den vistas i regioner som ligger 800 till 2000 meter över havet. Habitatet utgörs av fuktiga skogar.